# Якоб Вімпфелінґ
Якоб Вімпфелінґ (нім. Jakob Wimpfeling; нар. 27 липня 1450, Шлеттштадт — пом. 17 листопада 1528, Шлеттштадт) — німецький гуманіст, педагог, теолог, професор та ректор Гайдельбергського університету, найбільший представник Страсбурзького гуртка гуманістів. Зіграв важливу роль у становленні гуманістичної педагогіки. Учень Людвіґа Дрінґенберґа.

## Життєпис
Якоб Вімпфелінґ народився 27 липня 1450 року в місті Шлеттштадт (тепер Селеста, Нижній Рейн, Ельзас, Франція), у родині лимаря. Навчався у місцевій гімназії в Людвіґа Дрінґенберґа. Після смерті батька у 1463 році Якоб Вімпфелінґ переїхав у Сульц, де його дядько був пастором. 

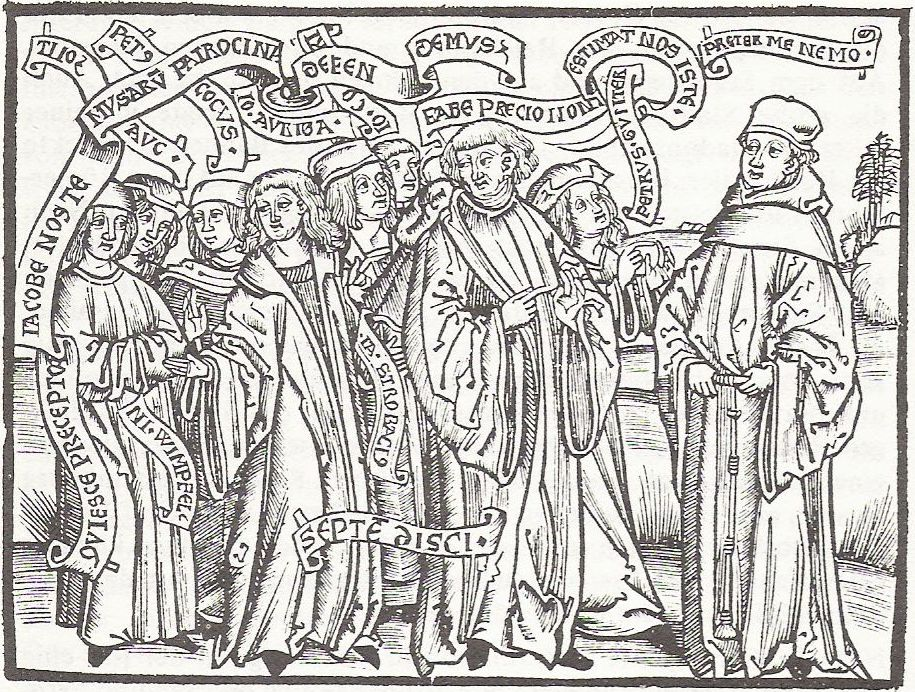
Якоб Вімпфелінґ та його учні дискутують з Томасом Мурнером

З 1464 році Якоб Вімпфелінґ навчався в Університеті Фрайбурга (став бакалавром), з 1466 року в Ерфуртському університеті і з 1469 до 1470 року в Гайдельбергському філософії і теології. У 1471 році він отримав звання магістра мистецтв (лат. Magister artium), та почав вивчення канонічного права. У той же час він почав викладати в Гайдельберзькому університеті.
З 1471 року Якоб Вімпфелінґ був професором, деканом (1479-1480), ректором (1481-1482) Гайдельберзького університету.
У 1483 році Вімпфелінґ залишив Гайдельберзький і з 1484 року був проповідником та пастором у місті Шпаєре. 
Після 14 років служіння у Шпаєре, у 1498 році, Якоб Вімпфелінґ повернувся як професор, у Гайдельберг, де викладав до 1501 року поетику та риторику на факультеті мистецтв.
З 1501 року жив в Страсбурзі, де писав гуманістичні твори та вів педагогічну діяльність. 
У 1510 році Якоб Вімпфелінґ, за дорученням Максиміліана І, склав меморандум «Скарги німецької нації».
З 1515 року працював у Шлеттштадті.
Якоб Вімпфелінґ був поборником обережних внутрішньоцерковних перетворень, що не зачіпають католицьку догму, і разом з тим викривачем моральних вад та невігластва кліру, особливо чернецтва, яких він засудив у своїй комедії «Стільфо» (1480), написаної по давньоримським зразкам.
Подарував близько шістдесяти друкованих книг Гуманістичній бібліотеці у своєму рідному місті Шлеттштадті.

## Доробок
Якоб Вімпфелінґ є автором творів:
- «Стільфо» (лат. Stylpho, 1480);
- «Путівник по Німеччині» (лат. «Isidoneus Germanicus», 1497);
- «Юність» (лат. «De adolescentia», 1500) — сформулював мету виховання німецького юнацтва – моральність на релігійній основі;
- «Німеччина» (1501) — прославляв історичну велич німців;
- «Нариси діянь ґерманців» (лат. «Epitome rerum Germanicarum», 1505) — першого значного твору німецької історіографії[3][4], де він написав: «Ми маємо пишатися тим, що є нащадками наших ґерманських предків»[5].
- «Життя Адельфі» (лат. «Vita Sancti Adelphi», 1506);
- «Тягар» (лат. «Gravamina», 1520);